# 表衣
表衣（うわぎ・ひょうい・うえのきぬ）は身体上部の外層に着用する衣服。「うえのきぬ」は特に袍、また「うわぎ」は女房装束を構成する衣の一つを称する。女房装束における表衣は、五衣（数枚以上袿を重ねたもの）と打衣の上に着用する。形は単や袿と変わらないが、目に留まるため、二陪織物（ふたえおりもの）などの豪華な生地から調製することもある。
女性神職装束の表衣は、正絹固地綾無双織、三重欅向蝶、井桁花菱四ツ華文、亀甲向蝶などを用いる。